# Joanita Kawalya
Joanita Kawalya là một nhạc sĩ và nhà hoạt động người Uganda. Cô là thành viên của ban nhạc Afrigo, ban nhạc dài nhất ở Uganda, tồn tại liên tục từ năm 1975.

## Cuộc sống và giáo dục ban đầu
Kawalya là con của ca sĩ quá cố Eclaus Kawalya, sinh vào ngày 5 tháng 1 năm 1967. Cô làm giáo viên tại trường trung học cơ sở Lubiri từ năm 1989 đến năm 1993.

## Sự nghiệp âm nhạc
Kawalya bắt đầu hát từ khi còn nhỏ. Cô tiếp tục hát trong dàn hợp xướng ở trường và sau đó là thành viên bán thời gian của "The Wrens", nhờ các buổi biểu diễn của cha cô với ban nhạc. Ông thường xuyên đưa cả gia đình đi hát cùng. Cô gia nhập Afrigo Band vào năm 1986 khi cô mười sáu tuổi, thay thế chị gái của cô, Margaret, cũng là một giọng ca đang rời khỏi Đức. Cô đã làm âm nhạc khi cô tham gia một khóa giảng dạy tại Đại học Kyambogo Năm 1993, cô từ bỏ công việc giảng dạy và tập trung vào âm nhạc và làm mẹ của hai đứa con.

## Các trách nhiệm khác
Cô đã từng là thành viên tư vấn cộng đồng cho dự án National Aids, dự án Walter Reed và dự án chung của Makerere Johns Hopkins. Cô cũng đã tham gia vào các chiến dịch phòng chống HIV/AIDS và cô là khuôn mặt thường xuyên trong những người hỗ trợ cho lễ hội văn hóa hàng năm của Nabagereka, Kisakaate. Kawalya cũng tham gia cố vấn tài năng. [6] Kawalya là một người mẹ có hai con.